# Ethobunus llorensis
Ethobunus llorensis is een hooiwagen uit de familie Zalmoxioidae.